# Martin Eden
Martin Eden (bra/prt: Martin Eden) é um filme de 2019 dirigido por Pietro Marcello, vagamente baseado no romance homônimo de 1909 escrito por Jack London. Foi apresentado em competição no 76º Festival Internacional de Cinema de Veneza, onde Luca Marinelli ganhou a Coppa Volpi de Melhor Interpretação Masculina.

## Enredo
Em uma mistura de períodos históricos, Martin Eden é um marinheiro de Nápoles de grande coragem e fome de vida. Após salvar um jovem, Arturo Orsini, de uma briga, Martin é acolhido pela família do rapaz, um clã da alta burguesia. Ao conhecer Elena, irmã de Arturo, ele se apaixona à primeira vista. Agora possuindo o desejo de 'ser digno' da moça, Martin, que só concluiu o ensino fundamental, procura elevar sua educação. Rejeitado por instituições de ensino superior, ele se volta para o caminho da auto-didática, fazendo tudo sozinho; lendo vorazmente e absorvendo, graças a sua inteligência natural, todos os detalhes de cada disciplina escolhida. Martin descobre uma paixão pela escrita e decide se tornar um escritor, mas esta não é uma profissão que compensa, pelo menos não de início. Seus esforços literários, sejam estes histórias ou poemas, são rejeitados pelas editoras, considerados muito radicais e melancólicos para seus padrões. E para Elena e sua família burguesa, sua falta de emprego fixo e posição na sociedade é uma falta imperdoável.

## Elenco
- Luca Marinelli - Martin Eden
- Jessica Cressy - Elena Orsini
- Carlo Cecchi - Russ Brissenden
- Vincenzo Nemolato - Nino
- Marco Leonardi - Bernardo
- Denise Sardisco - Margherita
- Carmen Pommella - Maria
- Autilia Ranieri - Giulia Eden
- Savino Paparella - Edmondo Peluso
- Elisabetta Valgoi - Matilde Orsini
- Pietro Ragusa - Senhor Orsini
- Giustiniano Alpi - Arturo Orsini

## Produção
Filmagens começaram em maio de 2018 em Nápoles, Santa Maria la Fossa, e Torre Annunziata.

## Distribuição
O filme foi apresentado em 2 de setembro de 2019 no 76° Festival Internacional de Cinema de Veneza. Foi distribuído nas salas de cinema italianas a partir de 4 de setembro, e nas salas francesas a partir de 16 de outubro do mesmo ano.

## Recepção

### Crítica
O filme teve reações diversas da crítica cinematográfica italiana, com elogios de la Repubblica, Corriere della Sera, Internazionale, e L'Espresso, reações mais negativas de FilmTv, Il Mattino, Avanti!, e Il Foglio, e a neutralidade do Dagospia.
A Sight & Sound, prestigiosa revista do British Film Institute, inseriu o filme em sua classificação dos vinte melhores filmes de 2019, enquanto o New York Times o colocou em sua lista de dez melhores filmes de 2020.

## Prêmios
- 2019 - Festival Internacional de Cinema de Veneza[19]
  - Coppa Volpi por Melhor Interpretação Masculina a Luca Marinelli
  - Prêmio Arca Cinema Giovani por Melhor Filme Italiano
  - Premio Pellicola d'Oro de Melhor Coordenador de Dublês a Emiliano Novelli
  - Premio Pellicola d'Oro de Melhor Figurino a Andrea Cavalletto
- 2019 - Festival Internacional de Cinema de Toronto
  - Platform Prize por mérito artístico e forte direção
- 2020 - David di Donatello
  - Melhor Roteiro Adaptado a Maurizio Braucci e Pietro Marcello
  - Indicação por Melhor Filme
  - Indicação por Melhor Diretor a Pietro Marcello
  - Indicação de Melhor Produção a Pietro Marcello, Beppe Caschetto, Thomas Ordonneau, Michael Weber, Viola Fügen e Rai Cinema
  - Indicação por Melhor Ator Protagonista a Luca Marinelli
  - Indicação por Melhor Diretor de Fotografia a Francesco di Giacomo
  - Indicação por Melhor Figurino a Andrea Cavalletto
  - Indicação por Melhor Cabeleireiro a Daniela Tartari
  - Indicação por Melhor Edição a Aline Hervé e Fabrizio Federico
  - Indicação por Melhor Edição de Som a Denny De Angelis, Simone Panetta, Stefano Grosso e Michael Kaczmarek
  - Indicado para o David Giovani
- 2020 - Prêmios do Cinema Europeu[20]
  - Indicação por Melhor Filme
  - Indicação por Melhor Diretor a Pietro Marcello
  - Indicação por Melhor Ator a Luca Marinelli
  - Indicação por Melhor Roteiro a Maurizio Braucci e Pietro Marcello
- 2020 - Ciak d'oro
  - Indicação a Melhor Filme[21]
  - Indicação a Melhor Diretor a Pietro Marcello[22]
  - Indicação a Melhore Ator Protagonista a Luca Marinelli[23]